# Botons de gos
Els botons de gos (Anacamptis palustris), són una espècie d'orquídia del gènere Anacamptis'.
Addicionalment pot rebre els noms de orquídia de les maresmes i orquídia de prat.
Aquesta espècie només es troba a tres llocs a tot al món: a l'Albufera de Mallorca, i a dues localitats d'Algèria i del Marroc. La població mallorquina està avaluada en uns 1300 exemplars, dels quals uns 400 es troben dins l'àmbit del Parc Natural de l'Albufera i els altres 900 es troben fora, a la zona de Son Bosc.
Arran de l'intent de construcció d'un camp de golf a Son Bosc, el GOB va impedir la construcció del forat número 8 per tal de protegir l'únic lloc de les Illes Balears on creix aquesta espècie.

## Sinonímia
- (1787) Orchis palustris Jacq.
- (1826) Orchis mediterranea Guss
- (1844) Orchis laxiflora "var. palustris" (Jacq.) W.D.J. Koch
- (1894) Orchis laxiflora "subsp. palustris" (Jacq.) Bonnier i Layens
- (1931) Orchis palustris "var. robusta" T. Stephenson
- (1932) Orchis palustris "var. mediterranea" (Guss.) Schltr.
- (1969) Orchis palustris "subsp. mediterranea" (Guss.) Malag comb. inval.
- (1976) Orchis robusta (T. Stephenson) Gölz i H.R. Reinhard
- (1980) Orchis laxiflora "subsp. robusta" (T. Stephenson) H. Sund
- (1987) Orchis laxiflora "var. mediterranea" (Guss.) D. Rivera i López Vélez
- (1997) Anacamptis palustris (Jacq.) R.M. Bateman, Pridgeon i M.W. Chase
- (1997) Anacamptis palustris "subsp. robusta" (T. Stephenson) R.M. Bateman, Pridgeon & M.W. Chase
- (2003) Anacamptis robusta (T. Stephenson) R.M. Bateman[4]